# Pedicularis superba
Pedicularis superba är en snyltrotsväxtart som beskrevs av Adrien René Franchet och Carl Maximowicz. Pedicularis superba ingår i släktet spiror, och familjen snyltrotsväxter. Inga underarter finns listade i Catalogue of Life.

## Bildgalleri

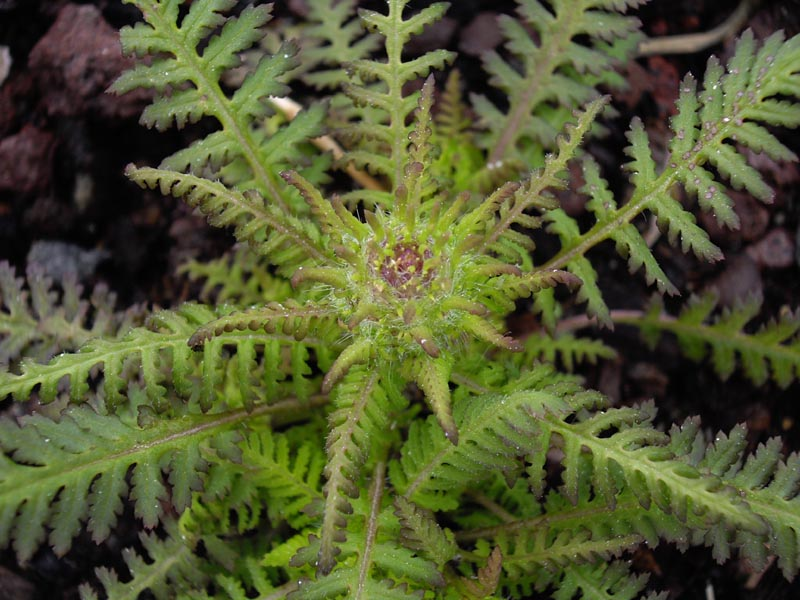
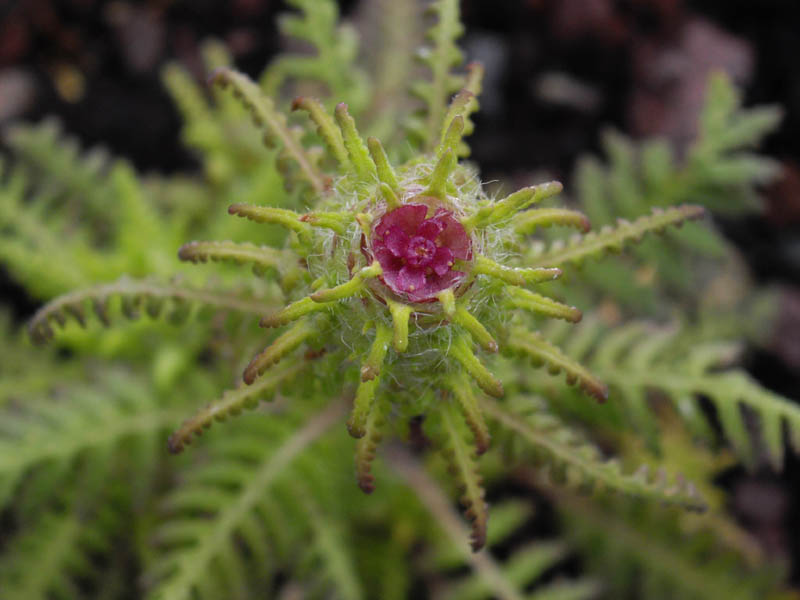
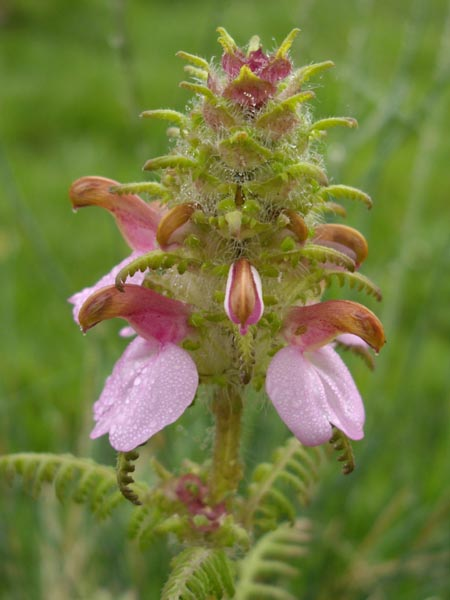
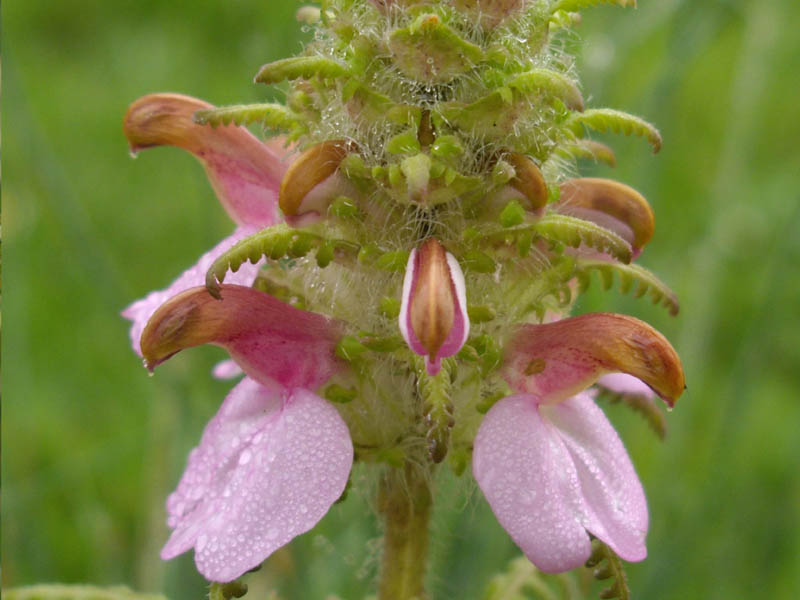